# Veneziana (dolce)
La veneziana è un dolce a impasto lievitato della cucina milanese, ricoperto da granella di zucchero e/o glassa di mandorle. La versione a pezzatura grossa si prepara soprattutto nel periodo natalizio, analogamente al panettone (dal quale differisce per le diverse proporzioni fra gli ingredienti, per la glassatura con mandorle e per la forma, più bassa e larga); la monoporzione è mangiata a colazione con il cappuccino, come i croissant.
L'impasto è a base di burro e farina e a lievitazione naturale; la versione piccola è normalmente semplice, talvolta farcita con crema pasticcera, mentre quella più grande da tagliare a fette è tradizionalmente con arancia candita.

## Storia

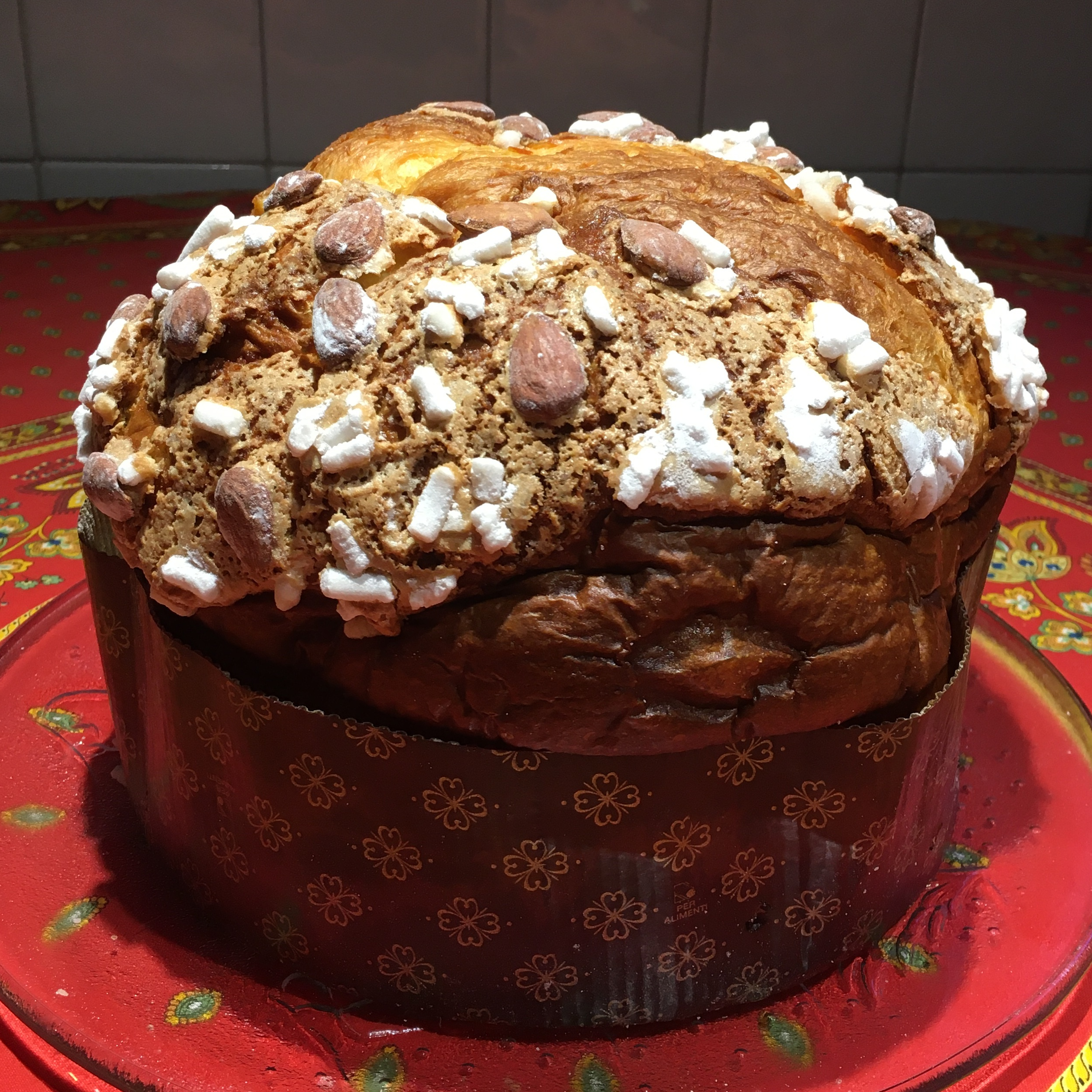
Veneziana natalizia da un chilo con glassa di mandorle

La storia della veneziana è simile a quella del panettone, la cui origine è attestata intorno al XV secolo. Il consumo di questo dolce è stato tradizionalmente legato ai matrimoni e alle festività natalizie, mentre nel secondo dopoguerra è consumato anche quotidianamente come colazione.
Il celebre buondì, portato sul mercato nel 1953 dall'azienda Motta, ne è una versione industriale.